# Rhodometra intermediaria
Rhodometra intermediaria är en fjärilsart som beskrevs av Turati 1930. Rhodometra intermediaria ingår i släktet Rhodometra och familjen mätare. Inga underarter finns listade.